# Tim van den Heuvel
Tim Antonius Laurent van den Heuvel (Weert, 11 februari 2005) is een Nederlands voetballer die als middenvelder voor Jong PSV speelt.

## Carrière
Tim van den Heuvel speelde in de jeugd van PSV. Tijdens zijn periode in de jeugd van PSV speelde hij voor Nederlandse vertegenwoordigende jeugdelftallen. Zo bereikte hij in 2022 met het Nederlands elftal onder 17 de finale van het Europees Kampioenschap, die met 2-1 verloren werd van Frankrijk. Van den Heuvel debuteerde in het betaald voetbal voor Jong PSV op 17 november 2022, in de met 2-1 gewonnen thuiswedstrijd tegen Jong FC Utrecht. Hij kwam na de rust in het veld voor Mohammed Amin Doudah. Op 23 januari 2023 maakte hij tegen VVV-Venlo zijn basisdebuut.

### Statistieken
| Seizoen                       | Club           | Land           | Competitie     | Competitie | Competitie | Beker | Beker | Totaal | Totaal |
| Seizoen                       | Club           | Land           | Competitie     | Wed.       | Dlp.       | Wed.  | Dlp.  | Wed.   | Dlp.   |
| ----------------------------- | -------------- | -------------- | -------------- | ---------- | ---------- | ----- | ----- | ------ | ------ |
| 2022/23                       | Jong PSV       | Nederland      | Eerste divisie | 8          | 0          | –     | –     | 8      | 0      |
| Carrièretotaal                | Carrièretotaal | Carrièretotaal | Carrièretotaal | 8          | 0          | 0     | 0     | 8      | 0      |
| Bijgewerkt op 5 augustus 2023 |                |                |                |            |            |       |       |        |        |